# Pseudoomphalina
Pseudoomphalina (Singer) Singer (pępkogrzybówka) – rodzaj grzybów należący do rzędu pieczarkowców (Agaricales). W Polsce występują 2 gatunki.

## Systematyka i nazewnictwo
Pozycja w klasyfikacji według Index Fungorum: Incertae sedis, Agaricales, Agaricomycetidae, Agaricomycetes, Agaricomycotina, Basidiomycota, Fungi.
Synonimy nazwy naukowej: Cantharellula subgen. Pseudoomphalina Singer.
Polską nazwę nadał Władysław Wojewoda w 2003 r.
Niektóre gatunki:
- Pseudoomphalina absinthiata (Lasch) Knudsen 1991
- Pseudoomphalina compressipes (Peck) Singer 1962
- Pseudoomphalina farinacea (Murrill) Singer 1986
- Pseudoomphalina felleoides (Speg.) Singer 1962
- Pseudoomphalina kalchbrenneri (Bres.) Singer 1956 – pępkogrzybówka wapieniolubna
- Pseudoomphalina pachyphylla (Fr.) Knudsen 1992 – pępkogrzybówka gruboblaszkowa
- Pseudoomphalina rioussetiae Bon 1997

Wykaz gatunków i nazwy naukowe na podstawie Index Fungorum. Nazwy polskie według Władysława Wojewody.